# Pileus (Reptilien)
Als Pileus wird die Gesamtheit der großen Schilde auf dem Oberkopf vieler Echsen und Schlangen bezeichnet, die deutlich durch ihre Größe von der übrigen Körperbeschuppung abweichen.

## Zitierte Belege
1. ↑  Ursel Friederich: Der Pileus der Squamata. (= Stuttgarter Beiträge zur Naturkunde. 307). 1978. (online)